# Garrison (Nebraska)
Garrison – wieś w Stanach Zjednoczonych, w stanie Nebraska, w hrabstwie Butler.